# Sitio de Badajoz (1169)
El sitio de Badajoz (1169) fue un enfrentamiento militar entre los portugueses, liderados por el rey Alfonso I de Portugal, y la guarnición almohade de Badajoz. Los almohades infligieron una importante derrota a las fuerzas lusas.

## Antecedentes
La rivalidad luso-leonesa comenzó con la Batalla de Arcos de Valdevez, en la que las fuerzas portuguesas derrotaron al ejército leonés. El sucesor del rey Alfonso VII de León y Castilla, el rey Fernando II de León, se negó a reconocer el Reino portugués, mientras proclamaba su derecho sobre Portugal, lo que motivó el establecimiento de una fortaleza para realizar incursiones contra los portugueses. El rey Alfonso envió a su hijo Sancho a destruir la fortaleza; sin embargo, Fernando derrotó con éxito al ejército portugués en 1167. 
En 1168, Alfonso inició planes para luchar contra los moros invadiendo la ciudad de Badajoz junto a Gerardo Sempavor . En 1161, el rey Alfonso lanzó su primer intento de capturar la ciudad para vengarse de las anteriores incursiones almohades en los dominios de Portugal; sin embargo, los almohades repelieron el intento. 

## Sitio
En el abril del año 1169, Gerardo partió con su ejército rumbo a Badajoz, decidido a asaltar la ciudad fortificada. Las murallas imponentes rodeaban la ciudad, pero el ambiente interno era tenso debido a conflictos internos, lo que provocó que parte de la población abandonara sus hogares.
La guarnición de la ciudad, bajo el mando de Umar ibn Temecelite, se vio ante la difícil situación de no poder defender la ciudad abiertamente, por lo que se replegó hacia la fortaleza de la Kasbah. Desde allí, Umar envió urgentes mensajes a Sevilla, solicitando auxilio ante el inminente peligro.
Alfonso, sin embargo, siguió los pasos de Gerardo y penetró en la ciudad, comenzando de inmediato el asedio a los almohades refugiados en su última fortaleza. Determinado, Alfonso estableció un plazo límite para que los defensores entregaran el castillo, pero Umar, confiado en la resistencia de sus hombres, se aferraba a la esperanza de que el tiempo estuviera de su lado.
Sin embargo, la asistencia llegó de inesperada procedencia, pues fueron los leoneses y no los almohades quienes acudieron en ayuda de la ciudad. Fernando II se dirigió hacia Badajoz con el propósito de socorrerla, dado su vínculo aliado con los almohades en aquel momento. Mientras se acercaba a la ciudad, Fernando desplegó una estrategia astuta: envió en secreto un mensajero a la guarnición almohade, comunicándoles la llegada de refuerzos y solicitando su colaboración para facilitar la entrada de las tropas leonesas. Umar, con rapidez y discreción, organizó un grupo de hombres que se desplazó a una sección de las murallas desconocida para los portugueses. Escalando sigilosamente este tramo, los almohades iniciaron en secreto la apertura de una de las puertas de la ciudad, permitiendo así el ingreso de las tropas leonesas.  
Al ver esta peligrosa situación, Alfonso abandonó la ciudadela y marchó al encuentro de los leoneses. Los almohades hicieron una incursión contra los portugueses, atacándolos por detrás. La lucha fue feroz y ambos bandos lucharon con valentía hasta que la fuerza almohade-leonesa diezmó a los portugueses. Sorprendido por este tumulto, Alfonso comenzó a escapar, pero cuando huía por las puertas, su pierna fue aplastada contra uno de los cerrojos de hierro, rompiéndose la pierna. Se cayó de su caballo. Sus hombres se lo llevaron, pero las tropas leonesas lo persiguieron y lo capturaron.  
Fernando trató al capturado Alfonso con gran respeto y ordenó a sus médicos que lo trataran. Luego, Fernando liberó a Alfonso a cambio de ceder los territorios que capturó en Galicia. Para Gerardo, o huyó del campo de batalla o fue capturado junto a su rey y liberado. La derrota de las fuerzas portuguesas se produjo el 21 de mayo; los almohades capturaron armamento, bagajes y pertrechos dejados por los portugueses, que eran muchos.  